# 金甫眉
金甫眉（Kim Bo-mi，1998年10月11日—）生於韓國，是一名韓國女子射擊運動員，主攻手槍項目，她曾獲得2018年世界射擊錦標賽女子10公尺空氣手槍季軍。

## 外部連結
- ISSF （页面存档备份，存于）